# Donald Denning
Donald G. Denning, född den 18 december 1909 i Ely, Minnesota, död den 7 februari 1988, var en amerikansk entomolog specialiserad på nattsländor.
Auktorsnamnet Denning kan användas för Donald Denning i samband med ett vetenskapligt namn inom zoologin; se Wikipedia-artiklar som länkar till auktorsnamnet.